# Alouatta macconnelli
O bugio-vermelho-das-guianas é uma espécie de primata que habita a Amazônia no Brasil, Guiana, Guiana Francesa, Suriname, Trinidad e Tobago e Venezuela. É encontrado ao norte do rio Amazonas, desde a costa do estado de Amapá até a costa leste dos rios Negro e Branco. É encontrado principalmente em florestas, seja ombrófila ou semidecidual, sendo eventualmento encontrados em pântanos e mangues. Possui pelagem dorsal dourada, com ou sem faixa mediana ruiva, desde a nuca até a base da cauda. Se alimentam basicamente de folhas, ingerindo flores e frutos eventualmente.